# Sebični gen
Sebíčni gén je osredni pojem neo-darvinistične teorije, po kateri tekmujejo za preživetje in razplod geni ne glede na osebke ali skupine osebkov, ki predstavljajo neko rastlinsko ali živalsko vrsto. Novost evolucijskega pogleda teorije sebičnega gena preprosto izrazi domislica: "Kokoš je orodje, s katerim jajce naredi novo jajce". V teoriji sebičnega gena ta ni pojmovan v najožjem smislu, kot najmanjša enota genetskega zapisa za posamezno beljakovino, ampak širše, kot genetski zapis lastnosti (genotip), ki se odražajo na celotnih osebkih (fenotip). Tak sklop genov je selekcijska celota. 
Sebični gen je ključen in najbolj popularen koncept teorije genetske selekcije. S to teorijo je možno pojasniti nekatere  pojave, ki jih sicer ne moremo pojasniti v okviru materialističnega pogleda na živa bitja. Tak pojav je na primer altruizem: sodelovanje znotraj sorodne skupine in celo žrtvovanje za sorodne osebke. Stopnja sodelovanja in žrtvovanja se povečuje glede na sorodnost, torej genetsko bližino. Sodelovanje, celo do stopnje žrtvovanje osebka za druge genetsko sorodne osebke, opažamo celo pri najbolj primitivnih organizmih, na primer kolonijah enoceličarjev (alge, plesni), izrazito pri socialnih žuželkah (čebele, mravlje), in tudi pri bolj kompleksnih organizmih, vključno s človekom. 

## Objave in polemike
Richard Dawkins je odmevno pisal o teoriji genetske selekcije s posebnim poudarkom na pojmu sebičnega gena . Dawkins razširja teorijo genetske evolucije z zamislijo o evoluciji na ravni osnovnih elementov kulture, memov. Z razširjenim konceptom sebičnega mema se lahko približamo pojasnitvi solidarnosti in žrtvovanja tudi med genetsko tujimi osebki, na primer pripadniki kake ideologije, ki so si genetsko lahko zelo raznorodni.
Prvo formulacijo teorije pripisujejo evolucijskemu biologu Georgu Williamsu, sledi ji pa cela šola sodobnih darvinistov. Med znanstveniki - evolucionisti so razločne nekako tri šole, glede prevladujoče teorije o enoti selekcije: teorija genetske selekcije, zanikanje teorije genetske selekcije in teorija večnivojske selekcije.
Teorijo sebičnega gena evolucijski psihologi skušajo uporabiti za tolmačenje izvora nekaterih globoko vsajenih mehanizmov medčloveških odnosov in človekovega obnašanja na splošno. V  konstrukciji odnosov, od moško-ženskih prek družinskih do družbenih, in ob določenih reakcijah na vplive iz okolja, skušajo najti darvinistično evolucijsko logiko, torej pokazati, kako so morda na videz nerazumljive odločitve iz evolucijske perspektive smiselne za obstanek lastne vrste, . 
V Sloveniji se je podrobneje s teorijo sebičnega gena ukvarjal Artur Štern (doktorska disertacija, izdana kot knjiga 1996). Prevod knjige R. Dawkinsa (l. 2006) je sprožil nekaj prikazov in polemik ,
Na socialnem omrežju Facebook obstaja tudi stran Sebični gen, ki je namenjena entuziastom evolucije in naravne selekcije.